# Dunrally Fort
Dunrally Fort (irisch  Longphort Rothlaibh, Dún Rothlaibh) ist ein im Jahre 862 zerstörter Rath im County Laois in Irland, in dem sich nachfolgend eine frühe Wikingersiedlung bzw. ein Winterlager des Turgesius befand. Es liegt etwa 2,0 km nordöstlich von Vikcarstown und etwa 8,0 km nordnordwestlich von Athy, in der Nähe der Mündung des River Glasha in den River Barrow.
Weitere irische Plätze werden als so genannte Longphorts (irisch longphoirt) angesehen – Athlunkard (irisch Áth Longfoirt) im County Clare, Linn Duachaill bei Annagassan im County Louth und Woodstown in der Nähe von Waterford.
Dunrally Fort ist ein 360 m langes und 150 m breites ovales Erdwerk am River Barrow. In der Vergangenheit wurde es als Rath irischer Konstruktion betrachtet. Es hat einen Innendurchmesser von etwa 50 m, der durch einen hohen Erdwall und einen Graben umgeben ist. Die Überprüfung des Geländes führte zu dem Schluss, dass diese Struktur nur der zentrale Teil einer größeren ist. Ein riesiger D-förmiger Bereich wird vom Barrow und einem Nebenfluss sowie einem Graben und Wall umschlossen. Ein Becken im Fluss Barrow stellte den Ankerplatz für Wikingerschiffe dar. Es gab auch eine Furt in der Nähe.
Die Notiz in den Annalen über die Vernichtung des Longphort Rothlaibh wurde als Angriff auf Dunrally Fort erkannt. Es wird angenommen, dass der Longphort vom Wikinger Rodolf (irisch Rothlabh) gegründet wurde, der seit etwa einem Jahrzehnt in der Gegend aktiv war. Er verwendete eine Basis in Woodstown im County Waterford für Überfälle entlang der Flüsse Barrow, Nore und Suir. Monate später erschien ein Wikinger namens Rodolf als Anführer einer Wikingergruppe auf dem Rhein, die Köln überfiel. Rodolf war der Sohn von Harold, einem König von Dänemark, der 827 aus Dänemark vertrieben wurde. Rodolf starb im Jahre 873.